# 阿瓦提站
阿瓦提站位于中华人民共和国新疆维吾尔自治区阿克苏地区阿克苏市阿瓦提县，是阿阿铁路上的火车站，于2022年1月10日启用。

## 歷史
- 2022年1月10日启用。

## 外部連結
- 中国铁路客户服务中心 （页面存档备份，存于）